# Macarostola pontificalis
Macarostola pontificalis là một loài bướm đêm thuộc họ Gracillariidae. Nó được tìm thấy ở Austral Islands (Rapa và Rurutu).
Ấu trùng ăn Metrosideros collina. Chúng ăn lá nơi chúng làm tổ.